# نشان پشم زرین

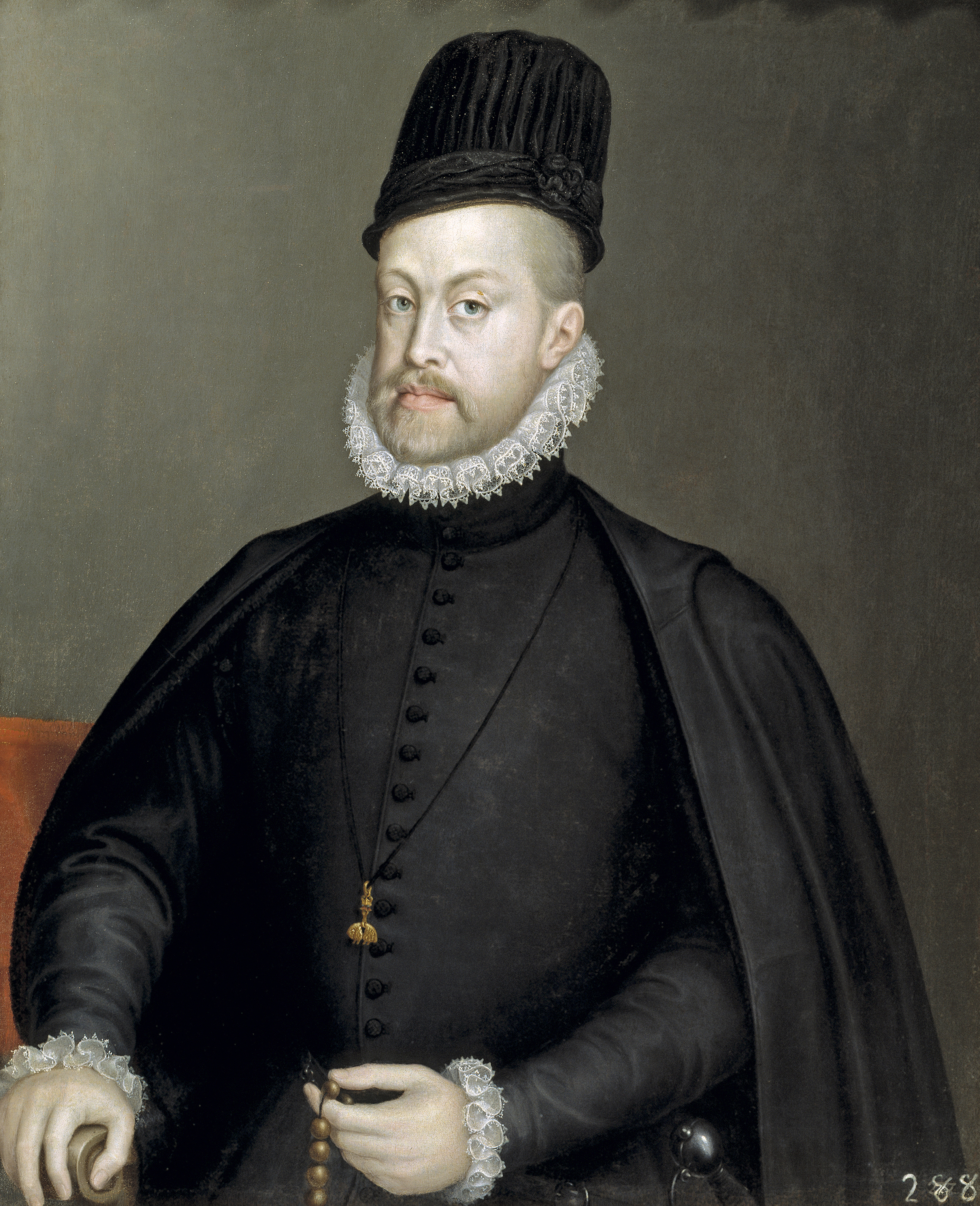
پُرترهٔ فلیپه دوم، پادشاه اسپانیا، نام اثری است از نقاش ایتالیایی سوفونیسبا آنگیسولا، به‌سال ۱۵۷۳ میلادی. اثر، فلیپه دوم، پادشاه اسپانیا را در حالی که نشان پشم زرین بر سینه‌اش آویز شده‌است، به تصویر کشیده‌است.

نشان پشم زرین (اسپانیایی: Orden del Toisón de Oro‎) یک نشان جوانمردی سفارش کلیسای کاتولیک است که به فیلیپ سوم، دوک بورگوندی در بروخه به سال ۱۴۳۰ و به مناسبت جشن ازدواج با پرنسس ایزابل، دوشس بورگوندی دختر ژواو یکم، پادشاه پرتغال اعطا گردید. این نشان از معتبرترین نشان‌های اروپایی است. نشان پشم زرین اولین بار در تاریخ ۱۰ ژانویه ۱۴۳۰ به دوک بورگوندی اهدا شد. در ابتدا این نشان به تعداد محدودی شامل ۲۴ شوالیه تعلق گرفت اما در سال ۱۴۳۳ به ۳۰ نفر، و در سال ۱۵۱۶ به ۵۰ نفر افزایش یافت. در همان سال امکان اهدای مستقل هم فراهم گردید.

## نگارخانه

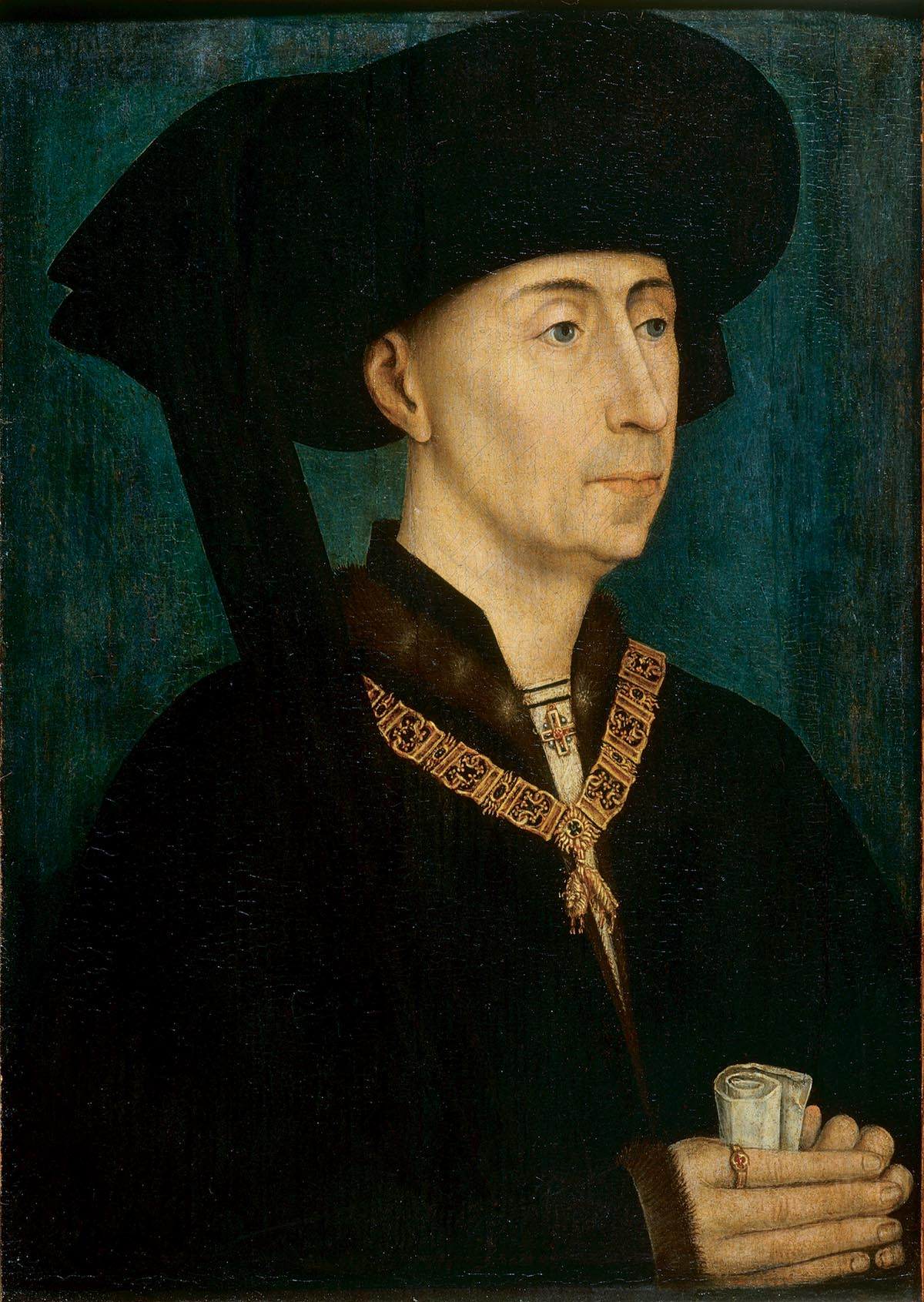
فیلیپ سوم، دوک بورگوندی اولین دارنده نشان پشم زرین
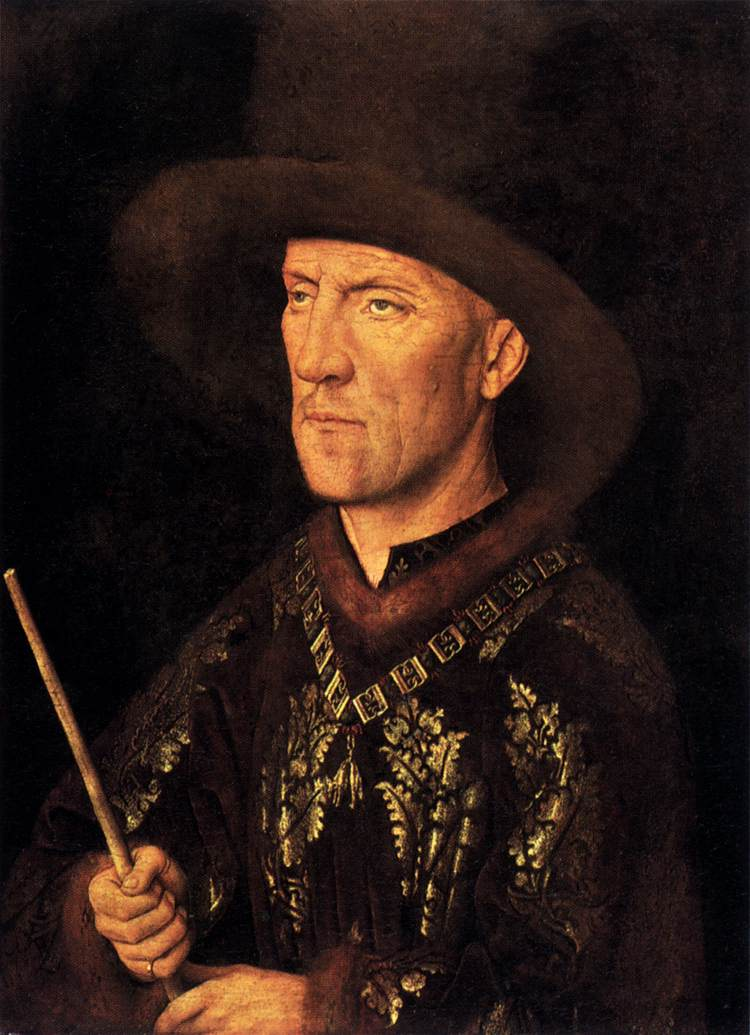
بالدوین لانوی، نخستین شوالیهٔ دریافت دارنده نشان
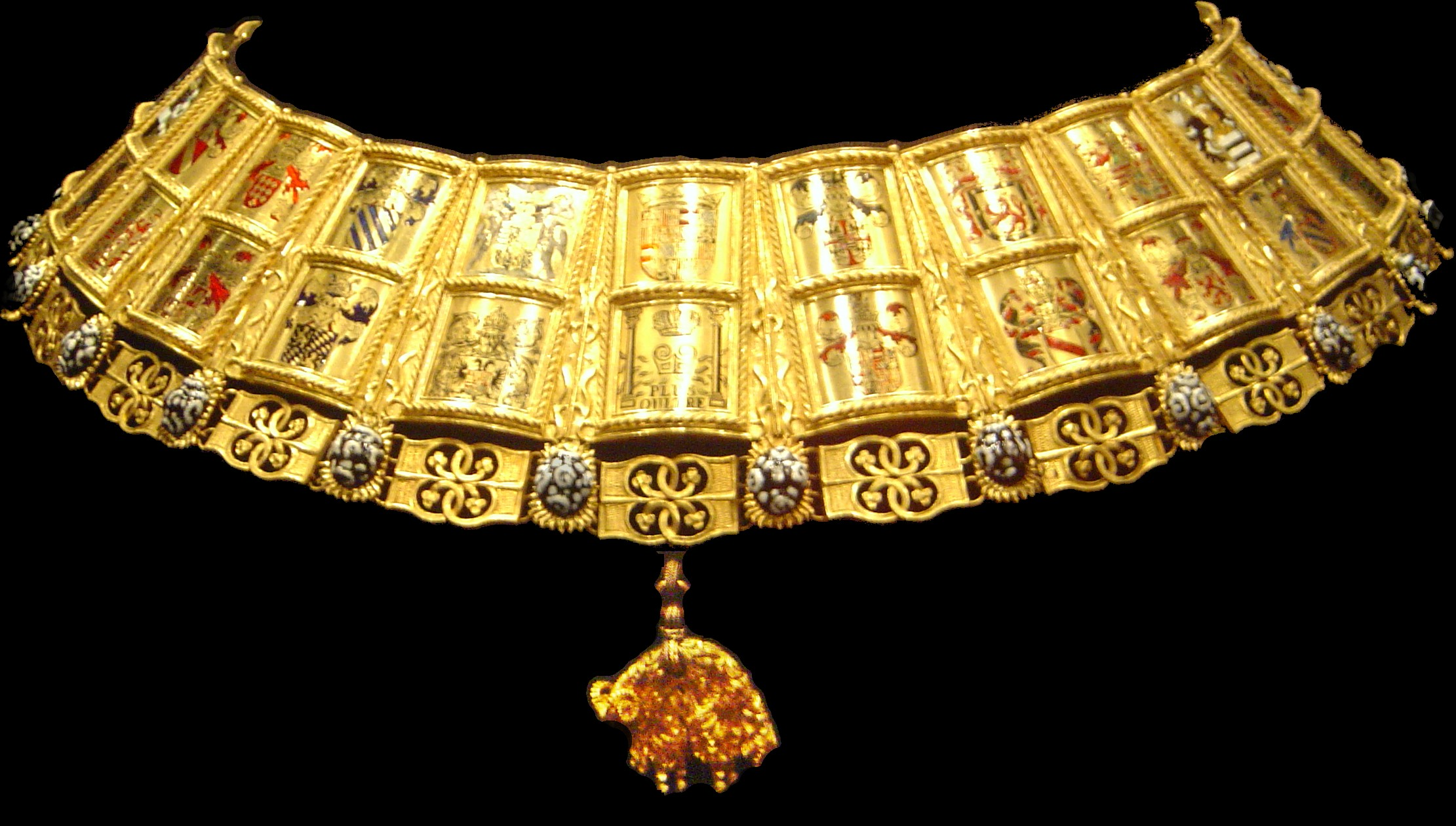
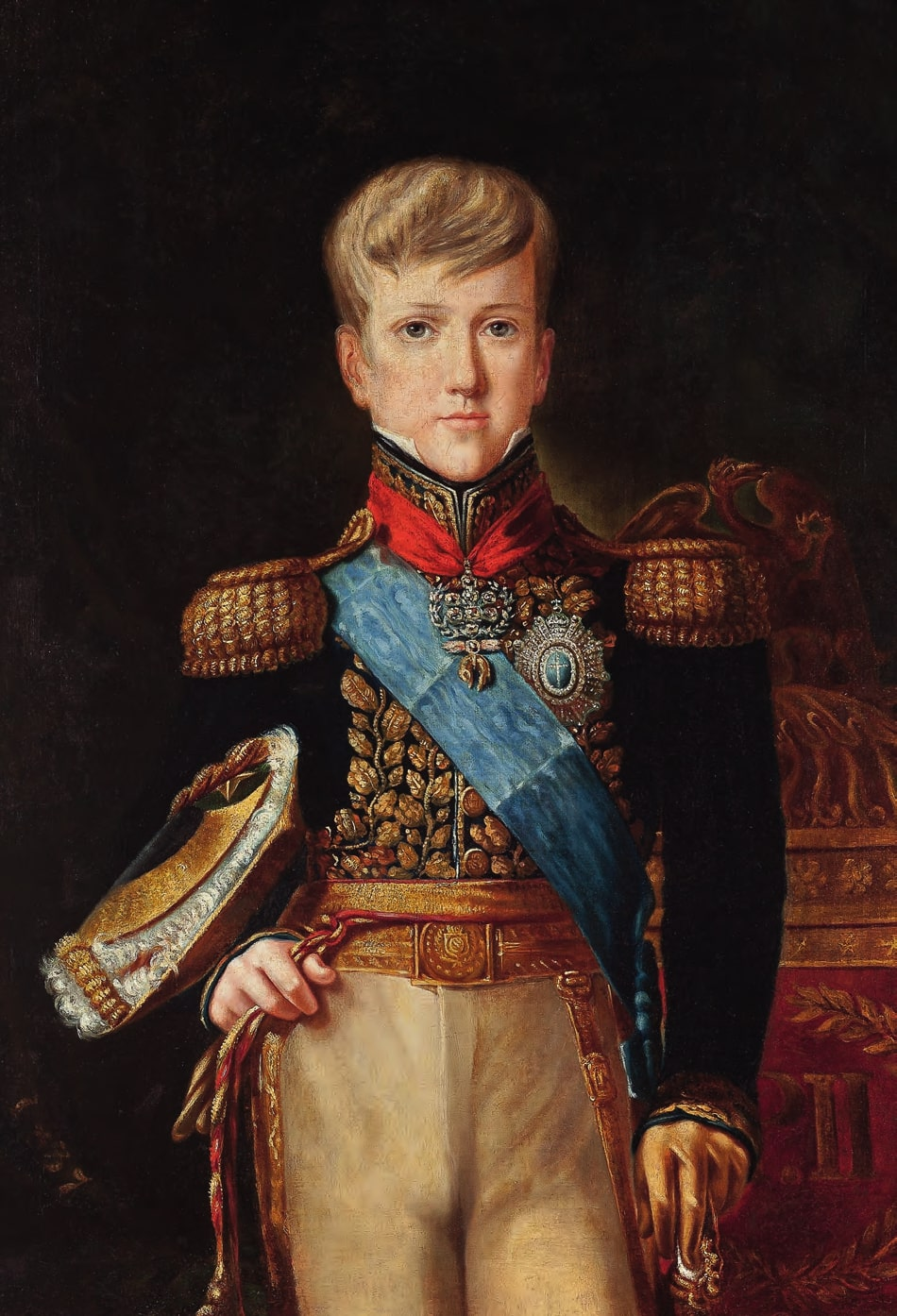
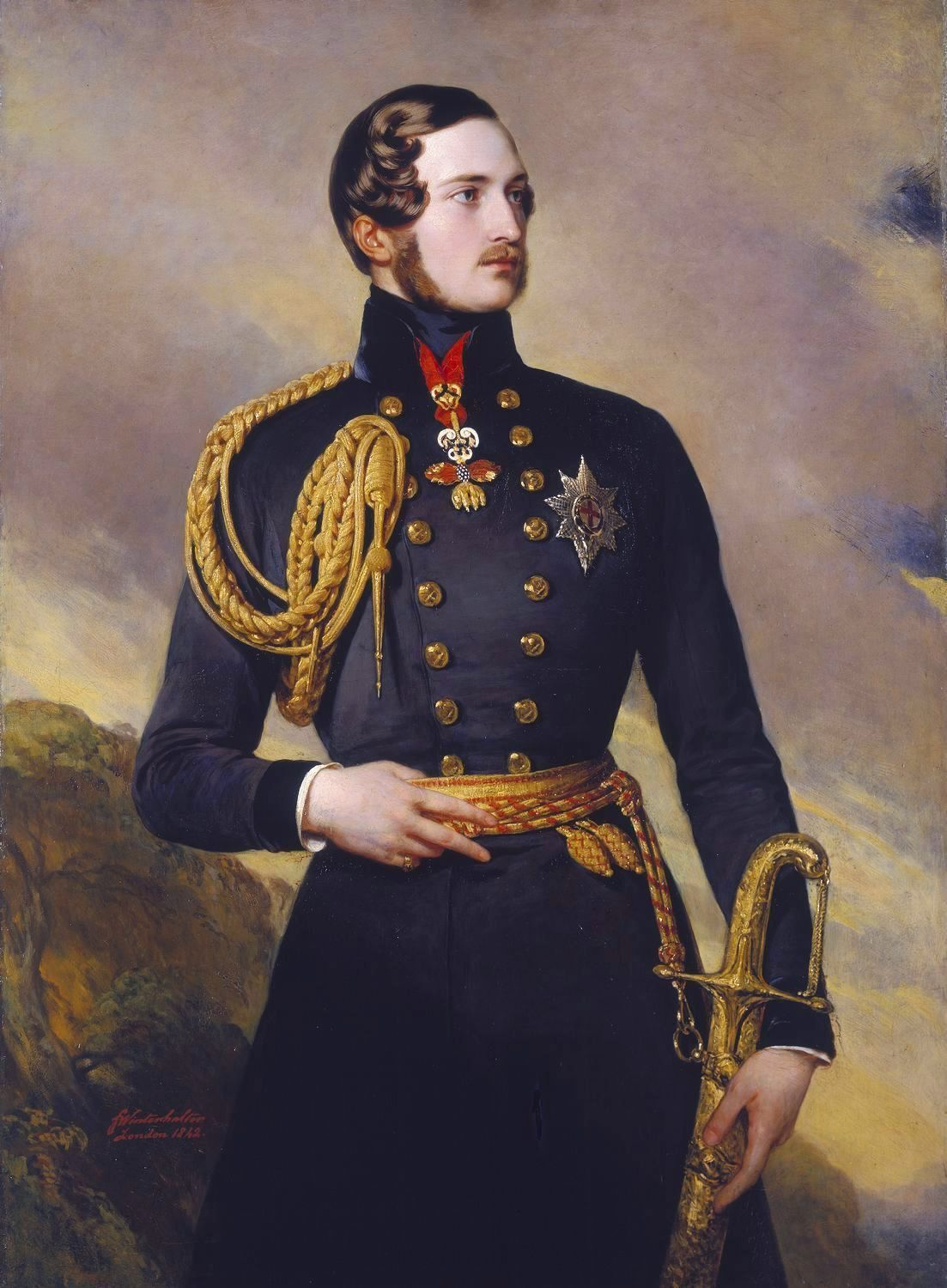